# لو مايرز
لو مايرز (بالإنجليزية: Lou Meyers)‏ هو لاعب كرة قاعدة أمريكي، ولد في 9 ديسمبر 1859 في سينسيناتي في الولايات المتحدة، وتوفي بنفس المكان في 30 نوفمبر 1920.

## وصلات خارجية
- لو مايرز على موقعبيزبول رفرنس.كوم (الدوري الرئيسي) (الإنجليزية)